# 熊本県道253号破木二見線
熊本県道253号破木二見線（くまもとけんどう253ごう はきふたみせん）は、熊本県八代市を通る一般県道である。

## 概要

### 路線データ
- 起点：熊本県八代市坂本町川嶽（国道219号交点、熊本県道60号芦北坂本線終点）
- 終点：熊本県八代市二見下大野町（二見下大野町交差点、国道3号交点）

## 歴史
- 1960年（昭和35年）4月1日 - 熊本県告示第203号により路線認定[1]。当時の整理番号は203号。
- 1993年（平成5年）5月11日 - 建設省から、県道破木二見線の一部を芦北坂本線として主要地方道に指定される[2]。

## 路線状況

### 重複区間
- 熊本県道60号芦北坂本線（八代市坂本町川嶽 - 八代市坂本町百済来下）

## 地理

### 通過する自治体
- 八代市

### 交差する道路
| 交差する道路                                  | 交差する場所   | 交差する場所        |
| --------------------------------------------- | -------------- | ------------------- |
| 国道219号 熊本県道60号芦北坂本線 重複区間起点 | 坂本町川嶽     | 起点                |
| 熊本県道258号田上日奈久線                     | 坂本町田上     |                     |
| 熊本県道60号芦北坂本線 重複区間終点           | 坂本町百済来下 |                     |
| 国道3号                                       | 二見下大野町   | 二見下大野町 / 終点 |

### 交差する鉄道
- 九州新幹線

### 沿線
- JR九州肥薩線 葉木駅